# Can't Stop The Feeling!
"Can't Stop The Feeling!"은 미국의 가수 저스틴 팀버레이크의 노래로, 《트롤》의 사운드트랙이다.